# Syngamia aquaticalis
Syngamia aquaticalis là một loài bướm đêm trong họ Crambidae.